# Liste der Baudenkmäler in Sigmarszell

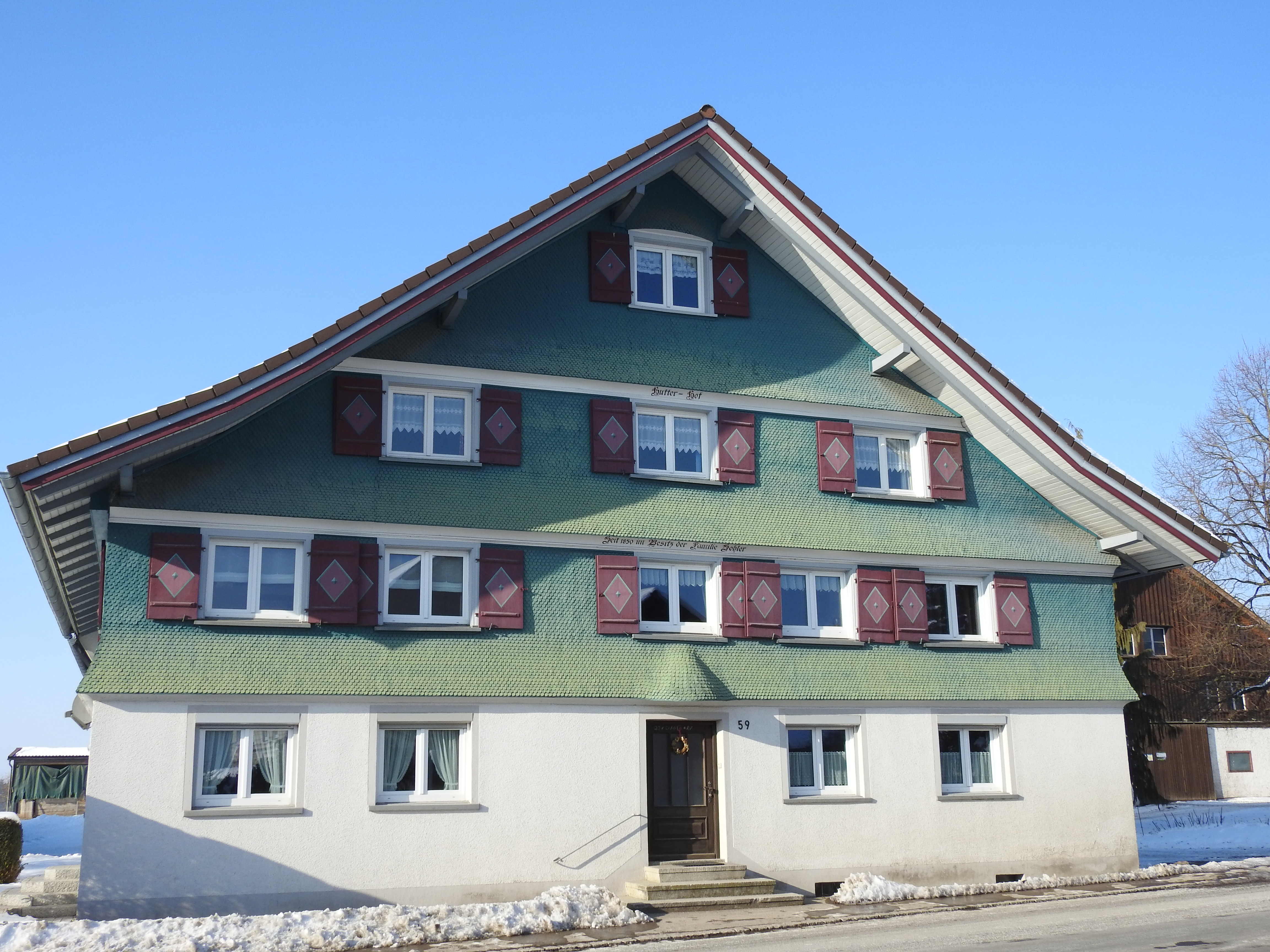
Bauernhaus in Niederstaufen

Auf dieser Seite sind die Baudenkmäler in der schwäbischen Gemeinde Sigmarszell zusammengestellt. Diese Tabelle ist eine Teilliste der Liste der Baudenkmäler in Bayern. Grundlage ist die Bayerische Denkmalliste, die auf Basis des Bayerischen Denkmalschutzgesetzes vom 1. Oktober 1973 erstmals erstellt wurde und seither durch das Bayerische Landesamt für Denkmalpflege geführt wird. Die folgenden Angaben ersetzen nicht die rechtsverbindliche Auskunft der Denkmalschutzbehörde.

## Baudenkmäler nach Ortsteilen

### Sigmarszell
| Lage                            | Objekt                             | Beschreibung | Akten-Nr.     | Bild                               |
| ------------------------------- | ---------------------------------- | --- | ------------- | ---------------------------------- |
| Zeller Straße 18, 20 (Standort) | Wohnhaus                           | zweigeschossiger Massivbau mit Schopfwalm- und Satteldach, teilweise verschindelt, 2. Hälfte 19. Jahrhundert, Langhaus um 1710; mit Ausstattung. | D-7-76-126-21 | Wohnhaus                           |
| Zeller Straße 22 (Standort)     | Katholische Pfarrkirche St. Gallus | Turmunterbau mittelalterlich, Chor und Langhaus um 1710; mit Ausstattung.                                                                        | D-7-76-126-1  | Katholische Pfarrkirche St. Gallus |
| Zeller Straße 31 (Standort)     | Pfarrhaus                          | zweigeschossiger Satteldachbau, im Kern 1764, äußere Erscheinung Ende 19. Jahrhundert                                                            | D-7-76-126-2  | BW                                 |

### Biesings
| Lage                  | Objekt                        | Beschreibung | Akten-Nr.    | Bild                          |
| --------------------- | ----------------------------- | --- | ------------ | ----------------------------- |
| Biesings 6 (Standort) | Ehemaliges Gasthaus zur Sonne | zweigeschossiger giebelständiger Bau mit Schopfwalmdach, Erdgeschosslaube und reicher Fassadendekoration, von Friedrich von Thiersch, 1904; zugehörig Gasthofökonomie, zweigeschossiger Satteldachbau in Holzbauweise, zeitgleich. | D-7-76-126-3 | Ehemaliges Gasthaus zur Sonne |

### Bösenreutin
| Lage                            | Objekt                                 | Beschreibung                                                                                          | Akten-Nr.    | Bild                                 |
| ------------------------------- | -------------------------------------- | --- | ------------ | ------------------------------------ |
| Bodenseestraße 150 a (Standort) | Wohnteil eines ehemaligen Bauernhauses | eingeschossiger Massivbau mit giebelseitigem gekehltem Vordach und Hochkeller, Anfang 19. Jahrhundert | D-7-76-126-4 | BW                                   |
| Bodenseestraße 155 (Standort)   | Katholische Pfarrkirche St. Nikolaus   | Chor und Turm wohl 17. Jahrhundert, Langhaus 1738 erneuert, 1890/95 verlängert; mit Ausstattung.      | D-7-76-126-5 | Katholische Pfarrkirche St. Nikolaus |

### Egghalden
| Lage                          | Objekt                       | Beschreibung    | Akten-Nr.    | Bild |
| ----------------------------- | ---------------------------- | --------------- | ------------ | ---- |
| Egghaldenstraße 39 (Standort) | Bildstock mit Schmerzensmann | 18. Jahrhundert | D-7-76-126-7 | BW   |

### Geislehen
| Lage                          | Objekt                | Beschreibung                                                                                      | Akten-Nr.    | Bild                  |
| ----------------------------- | --------------------- | ------------------------------------------------------------------------------------------------- | ------------ | --------------------- |
| Geislehenstraße 15 (Standort) | Ehemaliges Bauernhaus | zweigeschossiger Satteldachbau mit Blockbau-Erdgeschoss und Fachwerkobergeschoss, 18. Jahrhundert | D-7-76-126-8 | Ehemaliges Bauernhaus |

### Immen
| Lage                 | Objekt                                     | Beschreibung                                                                        | Akten-Nr.     | Bild           |
| -------------------- | ------------------------------------------ | ----------------------------------------------------------------------------------- | ------------- | -------------- |
| Immen 12 (Standort)  | Ehemalige Burgmühle, sogenannte Immenmühle | zweigeschossiger verputzter Ständerbau mit vorkragendem Giebel, 17./18. Jahrhundert | D-7-76-126-10 | BW             |
| In Immen (Standort)  | Katholische Hofkapelle                     | verschindelter rechteckiger Holzbau mit Dachreiter, 19./20. Jahrhundert             | D-7-76-126-9  | BW             |
| Bei Immen (Standort) | Brücke über die Leiblach                   | gedeckte und verschalte Holzkonstruktion, bezeichnet 1876, teilweise erneuert       | D-7-76-126-11 | weitere Bilder |

### Kinberg
| Lage                  | Objekt                                                   | Beschreibung                                                | Akten-Nr.     | Bild           |
| --------------------- | -------------------------------------------------------- | ----------------------------------------------------------- | ------------- | -------------- |
| Kinberg 10 (Standort) | Katholische Kapelle St. Wendelin auf dem Kinberg-Plateau | Rechteckbau mit dreiseitigem Schluss, 1698; mit Ausstattung | D-7-76-126-12 | weitere Bilder |

### Niederstaufen
| Lage                       | Objekt                                     | Beschreibung                                                                              | Akten-Nr.     | Bild                                       |
| -------------------------- | ------------------------------------------ | ----------------------------------------------------------------------------------------- | ------------- | ------------------------------------------ |
| Allgäustraße 18 (Standort) | Pfarrhaus                                  | zweigeschossiger Massivbau mit Schopfwalmdach im Stil des Neobarock, Ende 19. Jahrhundert | D-7-76-126-20 | Pfarrhaus                                  |
| Allgäustraße 20 (Standort) | Katholische Pfarrkirche St. Peter und Paul | Turmunterbau um 1490, Chor und Langhaus 1825/28; mit Ausstattung.                         | D-7-76-126-13 | Katholische Pfarrkirche St. Peter und Paul |
| Allgäustraße 28 (Standort) | Ehemaliges Kaplanhaus                      | zweigeschossiger klassizistischer Walmdachbau mit Gesimsgliederung, um 1820/30.           | D-7-76-126-15 | Ehemaliges Kaplanhaus                      |
| Allgäustraße 41 (Standort) | Bauernhaus                                 | Obergeschoss und Giebel in Fachwerk, 18. und spätes 19. Jahrhundert                       | D-7-76-126-16 | Bauernhaus                                 |

### Schlachters
| Lage                     | Objekt                                      | Beschreibung | Akten-Nr.     | Bild |
| ------------------------ | ------------------------------------------- | --- | ------------- | ---- |
| Hauptstraße 5 (Standort) | Ehemaliger Bahnhof der Ludwig-Süd-Nord-Bahn | zweigeschossiger kubischer Bau mit Zeltdach mit angebautem erdgeschossigem Schalterhaus, verschindelte und verbretterte Holzkonstruktion, wohl von Eduard Rüber, 1853. | D-7-76-126-19 | BW   |

### Thumen
| Lage                          | Objekt        | Beschreibung                                                                                             | Akten-Nr.     | Bild          |
| ----------------------------- | ------------- | --- | ------------- | ------------- |
| Alte Landstraße 16 (Standort) | Seebauernhaus | erdgeschossiger, verbretterter Holzbau, giebelseitig Vordächer mit Hohlkehlen, wohl noch 18. Jahrhundert | D-7-76-126-17 | Seebauernhaus |

### Tobel
| Lage                      | Objekt                        | Beschreibung                                                                                      | Akten-Nr.     | Bild |
| ------------------------- | ----------------------------- | ------------------------------------------------------------------------------------------------- | ------------- | ---- |
| Tobelstraße 51 (Standort) | Wohnteil eines Seebauernhofes | eingeschossiger Satteldachbau über hohem Sockelgeschoss, verputztes Fachwerk, 18./19. Jahrhundert | D-7-76-126-18 | BW   |